# Bombylisoma melanocephalum
Bombylisoma melanocephalum är en tvåvingeart som först beskrevs av Fabricius 1794.  Bombylisoma melanocephalum ingår i släktet Bombylisoma och familjen svävflugor. Inga underarter finns listade i Catalogue of Life.